# Еленберг (Рајна-Палатинат)
Еленберг (њем. Ellenberg) општина је у њемачкој савезној држави Рајна-Палатинат. Једно је од 96 општинских средишта округа Биркенфелд. Према процјени из 2010. у општини је живјело 91 становника. Посједује регионалну шифру (AGS) 7134023.

## Географски и демографски подаци
Еленберг се налази у савезној држави Рајна-Палатинат у округу Биркенфелд. Општина се налази на надморској висини од 380 метара. Површина општине износи 2,0 km². У самом мјесту је, према процјени из 2010. године, живјело 91 становника. Просјечна густина становништва износи 45 становника/km².

## Међународна сарадња
| Мјесто | Држава    | Врста сарадње | Од    |
| ------ | --------- | ------------- | ----- |
| Боргер | Холандија | контакт       | 2000. |
| Извор  |           |               |       |